# DLS (race ovine)
Pour les articles homonymes, voir DLS.
Le DLS est une race ovine canadienne développée dans les années 1970 et 1980 à la Lennoxville Research Station (Lennoxville). Le but était d'obtenir une race à viande plus productive à croissance rapide.

## Origine
En 1965, le gouvernement canadien lance un programme de recherche et d'élevage pour créer de nouvelles races ovines. Le but est d'obtenir une race bouchère à croissance rapide pour produire de la viande d'agneau. Fin 1965, des brebis Dorset (Dorset Horn et Poll Dorset) d'Australie sont importées et croisées avec des béliers Dorset américain. Le but était d'avoir une saison de reproduction longue, particularité de cette race. Les jeunes béliers obtenus sont alors croisés avec des brebis Suffolk (pour leur taux de croissance) et des Border Leicester (en) (pour leur fertilité) du Québec. Les agneaux sont alors croisés entre eux : les Dorset x Border Leicester (DL) avec les Dorset x Suffolk (DS). Les premiers DLS sont ainsi obtenus. En 1972, les animaux sont transférés à La Pocatière où le développement de la race et du troupeau continuent.
Le nom de la race est l'acronyme des trois races mères : Dorset, Border Leicester, Suffolk. Le registre généalogique de la race (flock book) est créé en 1989.

## Description
C'est un mouton à laine de taille moyenne complètement blanc. La race ne porte pas de cornes. Les brebis pèsent en moyenne 65±5 kg. Les plus lourdes peuvent atteindre les 80 kg. Le bélier pèse en moyenne 95±10 kg.

## Élevage et production
La DLS a une période de reproduction longue, principalement durant l'été (juin à octobre). Les agnelages commencent fin octobre. Une brebis peut avoir son premier jeune à 13,2 mois. La gestation dure environ 146 jours. Le taux de prolificité varie de 1,2 pour une jeune brebis à 1,8 pour une brebis plus mature. La brebis met bas un ou deux agneaux. Le poids du jeune à la naissance varie en fonction du nombre de petits : 3,78 kg à 4,11 kg.
Bien que la production de laine ne soit pas l'objectif principal de la race, une brebis peut fournir entre 2,3 kg et 2,8 kg de laine de qualité moyenne. Un maximum de 3,6 kg a été observé dans certaines études.

## Sauvegarde
En 1989, 40 mâles et 208 femelles étaient officiellement recensés. En 2007, la FAO classe la race « en danger ». La race reste rare.

#### Ouvrages
- [Porter 2016] (en) Valerie Porter, Lawrence Alderson, Stephen J.G. Hall et D. Phillip Sponenberg, Mason's World Encyclopedia of Livestock Breeds and Breeding, CABI, avril 2016, 1200 p. (ISBN 978-1-8459-3466-8, BNF 45071728, lire en ligne), p. 798

#### Articles
- (en) J. J. Dufour, « The Duration of the breeding season of four breeds of sheep », Canadian Journal of Animal Science, vol. 54, no 3,‎ septembre 1974 (DOI 10.4141/cjas74-053, lire en ligne)
- (en) Mohamed H. Fahmy, « Development of DLS breed of sheep: Genetic and phenotypic parameters of date of lambing and litter size », Canadian Journal of Animal Science, vol. 70, no 3,‎ septembre 1990 (DOI 10.4141/cjas90-096, lire en ligne)